# 476

476(사백칠십육)은 475보다 크고 477보다 작은 자연수이다.

## 수학
- 합성수로, 그 약수는 총 12개다. (1, 2, 4, 7, 14, 17, 28, 34, 68, 119, 238, 476)
  - 476의 진약수의 합은 532이므로, 476은 과잉수다.
- {\displaystyle 476=5^{2}+6^{2}+7^{2}+8^{2}+9^{2}+10^{2}+11^{2}}
  - 연속하는 자연수 7개의 제곱합으로 나타낼 수 있으며, 이 성질을 지닌 앞의 수는 371, 다음 수는 595다.
- {\displaystyle 69^{2}-1}은 476으로 나누어떨어진다.

## 과학
- NGC 476(영어판): 물고기자리 방향에 있는 렌즈형은하.

## 교통
- 일본 476번 국도(일본어판): 후쿠이현 오노시에서 쓰루가시까지 이어지는 일본의 국도.
- 현도 제476호선

## 군사
- U-476(영어판): 제2차 세계 대전에 사용된 나치 독일의 군용 잠수함.

## 문화유산
- 대한민국의 보물 제476호: 김제 금산사 대적광전 (해제)[a]
- 대한민국의 사적 제476호: 경주 황성동 고분

## 기타
- 연도: 476년, 기원전 476년